# أحمد حطيبة
أحمد حطيبة (1 مايو 1958 -) هو عالم وفقيه إسلامي وطبيب أسنان مصري.

## حياته ونشأته
الدكتور أحمد السيد أحمد حطيبة، ومن مواليد الإسكندرية (1958) ومن مؤسسي الدعوة السلفية بها. كان منذ الصغر مقبلًا على القراءة بشكل عام. كانت أول نقطة تحول في حياة الشيخ هي المدرسة الثانوية، حيث كان هناك زميل في الفصل للشيخ ياسر برهامي. فقد كان هناك أستاذ مهتم بالعلم والدعوة. فشجع الاثنين (أحمد حطيبة وياسر برهامي) على تحضير وإلقاء دروس قصيرة للطلبة. وكانت بداية الشيخ أحمد مع تفسير سورة طه. ومن هنا بدأ الشيخ يهتم بالعلم الشرعي ويقبل عليه، معتمدا على القراءة.
- بكالوريوس طب وجراحة الفم والأسنان.[3]
- ماجستير في الفقه (الحج والعمرة وما يتعلق بهما). (مطبوع)
- دكتوراه في الفقه (منهج ابن قدامة الفقهي من خلال كتاب "المغني" مسائل من كتاب الطهارة أنموذجاً).
- ]كتوراه في التفسير (آيات المواريث دراسة فقهية من خلال تفسير سورة النساء) مطبوع.
- دكتوراه في الحديث (سنن البيهقي : أبواب الربا).
- أستاذ مساعد في الفقه المقارن (في الجامعة الإسلامية العالمية – جامعة التضامن الفرنسية العربية بالنيجر).
- يحضر حاليا رسالة دكتوراه في الأصول (موازنة بين جمع الجوامع للتاج السبكي والكوكب الساطع للسيوطي ومراقي السعود للشنقيطي). ورسالة أخرى في أحكام ومسائل الوصايا.

الشيخ له من الأبناء ثلاثة ومن البنات مثلهم. وهو من أكثر المشايخ دعوة إلى الأخذ بأسباب القوة وتعلم العلوم الدنيوية والتفوق فيها بجانب علوم الشريعة

## مسيرته
- نقطة التحول الثانية كانت مع دخوله إلى الجامعة. حيث تعرف (مع الشيخ ياسر برهامي وآخرين) على الشيخ محمد إسماعيل المقدم، مؤسس المدرسة السلفية بالإسكندرية. وكانت هذه هي البداية الحقيقية للشيخ أحمد حطيبة. فدرس مع الشيخ محمد إسماعيل المقدم العقيدة الطحاوية وحفظها. ثم انطلق في طريق الطلب والدعوة. فكان مسؤول الدعوة السلفية بكلية طب الأسنان.
- خلال فترة الجامعة، شارك الشيخ مع المشايخ سعيد عبد العظيم وياسر برهامي وسيد الغباشي وآخر أظن اسمه محمود شاكر في المناظرة الشهيرة (على الأقل في الإسكندرية) مع المشايخ الأزهريين بزعامة أحمد عمر هاشم.
- تولى الشيخ إمامة مسجد نور الإسلام منذ حوالي عشرين عاما، ولا زال حتى اليوم إماما له. وشارك في تأسيس معهد الفرقان والتدريس فيه حتى إغلاقه. الشيخ يحفظ ألفية ابن مالك ومعه إجازة فيها. ومعه إجازتان في القراءات العشر من الطريقين. وأظن أنه يحفظ ألفية العراقي، لأنه إن سئل في مصطلح الحديث يبدأ الرد بما يوافق السؤال من أبيات الألفية، ثم يشرحها. ونفس الشئ بالنسبة لألفية مراقي السعود في أصول الفقه. إلى جانب محفوظات الشيخ الكثيرة جدا من الأحاديث النبوية، وإلمامه بأحكام أهل العلم عليها من حيث الصحة والضعف.

## علمه
الشيخ أحمد حطيبة هو الأشهر في تدريس الفقه في الإسكندرية كلها، حيث شرح كتاب منار السبيل 16 مرة في حوالي 23 عاما. إلى جانب شرحه لكتاب المغني
وفي أصول الفقه شرح الشيخ مراقي السعود مرتان. وفي العقيدة شرح فتح المجيد وغيره. وفي التفسير انتهى من شرح تفسير ابن كثير، ويشرح الآن تفسير القرطبي، ويفسر في خطبة الجمعة القرآن الكريم مما يفتح الله به عليه، وقد وصل حتى الآن إلى سورة الأنعام. وفي الحديث شرح رياض الصالحين، وقد انتهى الشيخ من شرح مسند الإمام أحمد بن حنبل.

## مؤلفاته
للشيخ ثلاثة كتب؛ «الدعوات الطيبات النافعات» في الأذكار، «الجامع لأحكام الصيام وأعمال شهر رمضان» أظنه أشمل كتاب في بابه، «الجامع لأحكام الحج والعمرة والزيارة والهدي» وهذا كسابقه. وللعلم الشيخ لا يكسب مليما واحدا من الكتب. للشيخ موسوعة إلكترونية في رواة الأحاديث، جاء ترتيبها الثاني في مسابقة دولية للبرامج الإسلامية. وقد يخرج قريبا شرحه (المكتوب) على منار السبيل مطبوعا، أو على اسطوانة. ويتميز بأنه ليس تفريغا للمحاضرات، وإنما هو من صنع الشيخ.

## وصلات خارجية
- الموقع الرسمي للشيخ أحمد حطيبة
- صفحة الشيخ علي موقع طريق الإسلام
- صفحة الشيخ علي موقع أنا السلفي